# José Manuel da Silva Anacoreta
José Manuel da Silva Anacoreta ComNSC (Santarém, Marvila, 13 de Março de 1840 - Santarém, Marvila, 17 de Maio de 1914), 1.° Visconde de Silva Anacoreta, foi um professor e político português.

## Biografia
Filho primogénito de quatro filhos e uma filha mais nova de José Joaquim da Silva Anacoreta (Santarém, Marvila, 29 de Agosto de 1815 - Santarém, Marvila, 25 de Abril de 1896), Proprietário e Lavrador, e de sua mulher (Santarém, São Nicolau, 1 de Janeiro de 1838) Maria Sabina Gomes de Carvalho (Lisboa, Socorro, 29 de Dezembro de 1819 - Santarém, Marvila, 26 de Abril de 1875).
Tirou um curso em Direito na Faculdade de Direito da Universidade de Coimbra, obtendo o grau de Bacharel, formado no dia 25 de Junho de 1863.
Presente a concurso aberto para provimento da cadeira de Oratória, Poética e Literatura Clássica, especialmente a Portuguesa, do Liceu Nacional de Santarém, recebeu do Rei D. Luís I de Portugal a mercê de o nomear Professor Proprietário da referida cadeira no dia 6 de Março de 1865. Aí foi Lente de Retórica.
A 25 de Maio de 1887, foi definitivamente colocado na docência da Sétima Cadeira — Elementos de Legislação Civil, etc. — do mesmo Liceu Nacional de Santarém. Foi Professor Jubilado do Liceu de Santarém.
A par da docência, exerceu a advocacia, e os cargos de Governador Civil Substituto do Distrito de Santarém, de Membro do Conselho de Distrito e da Comissão Distrital e ainda de Síndico da Câmara Municipal de Santarém e da Santa Casa da Misericórdia desta mesma cidade.
Foi um dos fundadores do Teatro Rosa Damasceno, conhecida referência cultural de sucessivas gerações de escalabitanos.
Amigo pessoal de José Luciano de Castro Pereira Corte Real, dirigiu, durante muitos anos, a política Progressista em Santarém.
Em data desconhecida de 1890 foi feito 2.429.º Comendador da Real Ordem Militar de Nossa Senhora da Conceição de Vila Viçosa.
Foi agraciado com o título de Visconde de Silva Anacoreta por Decreto de D. Carlos I de Portugal datado de 15 de Fevereiro de 1906.
Casou em Santarém, Marvila, a 20 de Maio de 1868 com sua prima-irmã materna Júlia Amélia de Carvalho Nunes (Santarém, Marvila, 23 de Setembro de 1847 - Lisboa, São Sebastião da Pedreira, 30 de Janeiro de 1934), filha unigénita de Joaquim José Nunes (Cartaxo, Cartaxo, 28 de Dezembro de 1815 - Santarém, Marvila, 27 de Maio de 1897) e de sua segunda mulher (Santarém, Marvila, 19 de Março de 1843) Gertrudes Maria Gomes de Carvalho (Santarém, Marvila, ? de ? de 1824 - Santarém, Marvila, 22 de Dezembro de 1887). Tiveram três filhos e duas filhas, sendo seu filho primogénito Henrique de Carvalho Nunes da Silva Anacoreta.